# Moses Blumenfeld

Moses Blumenfeld

Ehemalige Synagoge in der II. Weberstraße, Essen

Moses Abraham Blumenfeld (* 21. Dezember 1821 in Schwerte; † 9. Januar 1902 in Essen) war ein deutscher jüdischer Lehrer, Prediger und Politiker.

## Leben und Wirken
Seinen ersten Unterricht bekam Moses Blumenfeld ab 1831 bei Rabbiner Löb Cohen in Hattingen. Dort studierte er den Talmud und rabbinische Wissenschaften. Im Alter von 13 Jahren wurde er ins Lehrerseminar am Marks-Haindorf-Institut in Münster aufgenommen. 1837 bestand er die allgemeine und jüdische Lehrerprüfung in Soest.
Seine erste Lehrerstelle trat er für vier Jahre in Viersen am Niederrhein an. 1841 wurde er als Prediger der jüdischen Gemeinde und Lehrer an die jüdische Volksschule nach Essen berufen. Er setzte sich für die Professionalisierung des jüdischen Religionsunterrichts ein und bemühte sich, diesen in den Fächerkanon der preußischen Schulen zu integrieren. Blumenfeld war Kantor. In jüdische Gottesdienste in Essen führte er die Orgel und Chorgesang ein. Er liberalisierte die Gebetsordnung der Synagoge an der II. Weberstraße (heute Gerswidastraße) und sprach Gebete in deutscher Sprache.
Im Revolutionsjahr 1848 nahm er für die Essener Bürgerwehr am sogenannten westfälischen Kongress in Münster teil. Er war zur Zeit des Kulturkampfs Anhänger Bismarcks. Am 12. Dezember des Jahres wurde er in der Schule als demokratischer Monarchist verhaftet und blieb bis zum 6. April 1849 im Zuchthaus in Münster in Voruntersuchung. In dieser Zeit ließ Pfarrer Peter Beising ersatzweise jüdische Kinder in der katholischen Volksschule durch den jüdischen Lehrer Felsenthal aus Steele unterrichten. In einem Prozess in Hamm wurde Blumenfeld 1850 freigesprochen. Wenig später heiratete er Lisette geborene Fränkel, die mit Heinrich Heine verwandt war. Zusammen hatten sie sieben Kinder.
Blumenfeld hielt nach 1871 zunehmend politische Reden und verfasste politische Schriften, womit er in der Essener Bürgerschaft ein gewisses Ansehen genoss. Er war zweiter Vorsitzender des Deutschen Vereins sowie Mitgründer der Essener Fortbildungsschule, eines Männergesangsvereins, eines Vereins gegen Bettlerei und Verarmung, der Lehrer-, Witwen- und Waisenversorgungskasse und des Essener Gewerbevereins, dessen Vorsitzender und später Ehrenvorsitzender er war. Zudem war er Vorsitzender des Vereins israelischer Elementarlehrer für die Rheinprovinz und die Provinz Westfalen. 1894 trat er nach 53-jähriger Berufstätigkeit in den Ruhestand.
Moses Blumenfeld wurde auf dem Jüdischen Friedhof am Reckhammerweg beigesetzt. Seine umfangreiche Bibliothek ging an die jüdische Gemeinde, wurde jedoch 1933 von den Nationalsozialisten gestohlen und blieb verschollen. Drei seiner Töchter, Ottilie verheiratete Koppelman (geboren 1854), Selma (geboren 1859) und Emma verheiratete Gompertz (geboren 1863) wurden am 21. Juli 1942 ins KZ Theresienstadt deportiert und ermordet. Sein Sohn Ernst starb 1866 bereits als Kind und wurde auf dem Jüdischen Friedhof an der Lazarettstraße in Essen beigesetzt.
Im Essener Nordviertel ist die Blumenfeldstraße seit 1902 nach ihm benannt.